# 立花町
立花町（たちばなまち）は、かつて福岡県筑後地方南部にあった町。八女郡に属していた。

## 地理
福岡県の南部、福岡市の南南東約50km、久留米市の南東約20kmの場所に位置する内陸の町である。北部は矢部川を挟んで八女市と接し、南部の境界線は熊本県と県境を成している。町の東側を国道3号、西側を県道4号線がそれぞれ南北に貫いている。
北部の矢部川沿いの地域は比較的平坦な地域で、北端部の国道3号線沿いが中心集落である。それ以外の町域の大半は九州山地の一角を成す標高300〜400m級の山地で占められている。

### 隣接していた自治体
- 福岡県
  - 八女市、みやま市、八女郡黒木町
- 熊本県
  - 山鹿市、玉名郡和水町

## 歴史
戦国時代は、蒲池親広にはじまる八女の山下城に拠る蒲池氏分家（上蒲池）の所領であった。
江戸時代は、田中吉政所領、田中氏改易後立花宗茂所領地（柳河藩）となった。

### 近現代
- 1955年（昭和30年）4月1日 - 八女郡光友村・北山村・白木村・辺春村が新設合併と同時に町制を施行し、立花町が発足。
- 2010年（平成22年）2月1日 - 八女郡黒木町・矢部村・星野村とともに八女市に編入され、消滅。

## 産業

### 特産品・名産品
- キウイフルーツ
- タケノコ
- 温州みかん
- 立花ワイン（キウイや、桃、いちご、梅、みかん、博多あまおう等のワインが存在する。）

## 地域

### 教育

#### 中学校
町立
- 光友中学校
- 辺春中学校

2010年（平成22年）4月1日:上記2中学校は統合により立花中学校となる
- 筑南中学校

#### 小学校
町立
- 光友小学校
- 下辺春小学校
- 上辺春小学校

2010年（平成22年）4月1日:上記3小学校は統合により立花小学校となる
- 北山小学校
- 白木小学校

2011年（平成23年）4月1日:上記2小学校は統合により筑南小学校となる

## 交通

### 空港
- 最寄り空港は福岡空港。

### 鉄道
町内を鉄道路線は通っていない。最寄り鉄道駅は久留米駅・西鉄久留米駅・羽犬塚駅など。

### バス路線
- 西鉄バス久留米
- 堀川バス

どちらも八女市内と立花町内を結ぶ。

### 道路

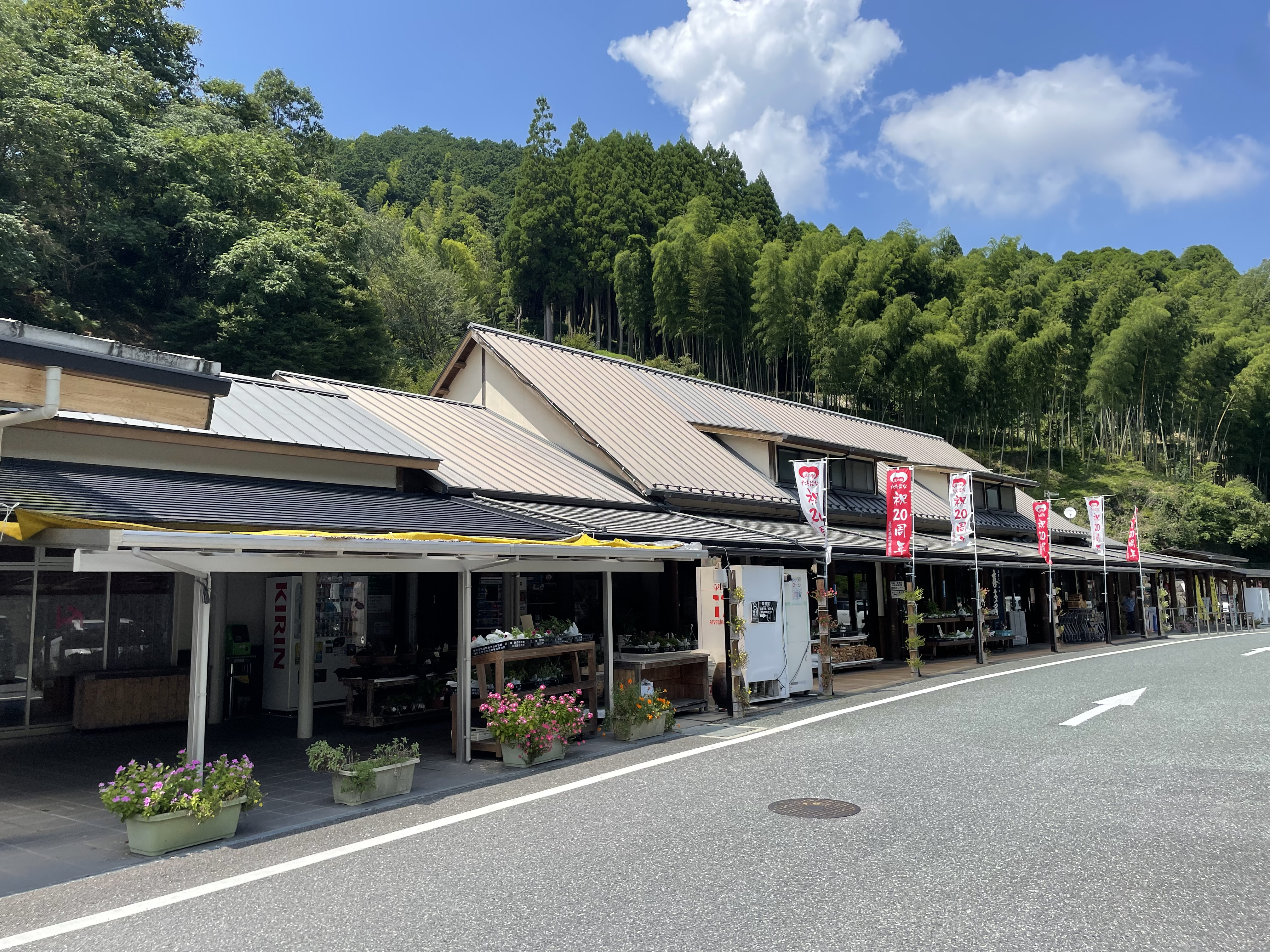
道の駅たちばな

町内を高速道路は通っていない。
一般国道
- 国道3号

主要地方道
- 福岡県道4号玉名八女線
- 福岡県道6号玉名立花線
- 福岡県道82号久留米立花線

道の駅
- たちばな

## 名所・旧跡・観光スポット・祭事・催事
- 飛形自然公園
- 千間土居（矢部川）
- 夢たちばなビレッジ
- 男ノ子焼の里

## ゆかりの人物
- 東勇路 （俳優） - 旧・北山村（のちの立花町大字北山、現在の八女市立花町北山）出身
- 五木寛之 （直木賞作家） - 満州より引き揚げ後立花町に居住、旧制八女中学校・福島高等学校卒業
- 田崎広助 （文化勲章受章・洋画家）
- 大内順子 （服飾デザイナー）
- 山本壬子 （フラメンコ舞踊家）
- 持丸寛二 （映画プロデューサー） - 代表作 : 『南十字星』（製作、1982年）、『あゝ野麦峠』（製作総指揮、1979年）
- 堺田輝也（農林水産省大臣官房技術総括審議官、農林水産技術会議事務局長）[1]
- タコス・キッド（プロレスラー）